# Tove Pashkowski
Tove Marie Pashkowski (Berkeley, 16 luglio 1979) è un'ex sciatrice alpina statunitense.

## Biografia
In Nor-Am Cup la Pashkowski esordì il 31 marzo 1995 a Mission Ridge in slalom gigante (34ª), ottenne l'unica vittoria, nonché unico podio, il 1º aprile 1999 a Mount Bachelor nella medesima specialità e prese per l'ultima volta il via il 21 novembre 2000 a Winter Park ancora in slalom gigante (44ª). Si ritirò durante la stagione 2002-2003 e la sua ultima gara fu uno slalom speciale universitario disputato il 1º febbraio a Eldora; non debuttò in Coppa del Mondo né prese parte a rassegne olimpiche o iridate.

## Palmarès

### Nor-Am Cup
- Miglior piazzamento in classifica generale: 18ª nel 1999
- 1 podio:
  - 1 vittoria

#### Nor-Am Cup - vittorie
| Data           | Località       | Paese       | Specialità |
| -------------- | -------------- | ----------- | ---------- |
| 1º aprile 1999 | Mount Bachelor | Stati Uniti | GS         |

Legenda:

GS = slalom gigante